# رودلف ماير
رودلف ماير (بالألمانية: Rudolf Meyer) (و. 1953 – م) هو سياسي، وفلاح، من ألمانيا، ولد في فينزن، هو عضوٌ في الاتحاد الديمقراطي المسيحي.

## مناصب
تولى منصب عضو البرلمان الألماني.